# Cha Bum-kun
Cha Bum-kun (* 22. Mai 1953 in Hwaseong) ist ein ehemaliger südkoreanischer Fußballspieler und -trainer.

## Laufbahn als Spieler

### Im Verein
Cha begann mit 15 Jahren mit dem Fußballspiel und schloss sich dem Luftwaffen Fußball-Club an. Bereits mit 19 Jahren wurde er südkoreanischer Nationalspieler. 1978 wechselte er nach Deutschland in die Fußball-Bundesliga zum SV Darmstadt 98. Für die Darmstädter absolvierte er jedoch nur ein Spiel, da er zwischenzeitlich nach Südkorea zurückkehren musste, um seinen Wehrdienst zu absolvieren.
Zurück in Deutschland nahm ihn Eintracht Frankfurt zur Saison 1979/80 unter Vertrag. Dort überzeugte er schnell und war vom ersten Spieltag an Stammspieler, der am Ende der Saison mit der Eintracht den UEFA-Pokal gewann. Ein Jahr später konnte er mit Frankfurt den DFB-Pokal-Sieg feiern. Nach vier Spielzeiten, in denen er auf 122 Bundesligaeinsätze und 46 Tore für die Frankfurter kam, wechselte er zur Saison 1983/84 zu Bayer 04 Leverkusen.
Mit dem Wechsel nach Leverkusen wurde er Vereinskamerad von Jürgen Gelsdorf, der ihn am 23. August 1980 mit einem viel diskutierten Foul schwer verletzt hatte. Während sich Gelsdorf danach schweren Vorwürfen ausgesetzt sah, nahm ihn Cha in Schutz, da er ihm keine Absicht unterstellte. Auch seine Zeit in Leverkusen war ähnlich erfolgreich wie in Frankfurt. Von Beginn an war er Stammspieler und krönte seine Zeit in Leverkusen mit dem erneuten UEFA-Pokal-Sieg 1988. Dies war der erste Titelgewinn im Fußball für Bayer 04, zugleich war Cha der erste Bundesligaspieler, der diesen Erfolg mit zwei verschiedenen Vereinen erringen konnte. 1989 beendete er schließlich seine aktive Laufbahn nach 185 Spielen (52 Tore) für Leverkusen und kehrte nach Südkorea zurück.
Während seiner aktiven Zeit bei Eintracht Frankfurt hatten Boulevard-Journalisten ihn mit dem Spitznamen „Tscha-Bum“ belegt, was eine lautmalerischere Anlehnung an seine Torgefährlichkeit darstellen sollte.

### Mit der Nationalmannschaft
Für Südkorea bestritt Cha Bum-kun 127 Länderspiele, in denen er 55 Tore erzielte. Der größte Erfolg in seiner 14-jährigen Nationalmannschaftslaufbahn mit Südkorea sowie deren Abschluss war die Teilnahme an der Fußball-Weltmeisterschaft 1986 in Mexiko. Beim 1:1 gegen Bulgarien erzielte Südkorea den ersten WM-Punkt seiner Geschichte.
Er ist der erste nichteuropäische Fußballspieler und bis dato der jüngste Spieler, der 100 Länderspiele machte. Vom 15. Dezember 1978 bis 10. Februar 1989 bzw. 22. Juni 1990 war er Weltrekordhalter mit 116 bis 121 Spielen, dann wurde er von Hussain Saeed (wenn dessen neun Spiele bei den Olympischen Spielen 1980, 1984 und 1988, die 21 Qualifikationsspiele dazu, und die zwei Spiele gegen die dänische Ligamannschaft berücksichtigt werden) bzw. Peter Shilton abgelöst.
Von der Asian Football Confederation wurde er als Asiens Fußballer des 20. Jahrhunderts ausgezeichnet.

## Laufbahn als Trainer
Im Anschluss an seine aktive Karriere erwarb er die Trainerlizenz an der Kölner Sporthochschule. 1990 eröffnete er in Südkorea eine eigene Fußballschule. In der K-League, der ersten Liga Südkoreas, trainierte er von 1991 bis 1994 die Ulsan Hyundai Tigers.
Später übernahm er das Training der südkoreanischen Fußballnationalmannschaft, mit der ihm die Qualifikation für die WM 1998 in Frankreich gelang. Er versprach den ersten Sieg Südkoreas bei einer WM und das Erreichen der 2. Runde. Doch nach der zweiten Niederlage, einem 0:5 gegen die Niederlande, wurde Cha noch während des Turniers entlassen. Kurz darauf erschien im größten politischen Monatsmagazins Südkoreas ein älteres Interview, in dem sich Cha sehr offen über Korruption und Bestechung im südkoreanischen Fußball äußerte. Daraufhin wurde er mit einem fünfjährigen Arbeitsverbot belegt.
Cha ging daraufhin nach China, um den chinesischen Erstligisten Ping’an aus Shenzhen zu trainieren. Anfang 2004 kehrte er in die südkoreanische K-League zurück und trainierte die Suwon Samsung Bluewings. Mit diesen gewann er 2004 und 2008 die südkoreanische Meisterschaft, 2005 den A3 Champions Cup und 2009 die Pan-Pacific Championship. Nach einer schwachen Saison 2009, die auf Platz 10 endete, kündigte Cha im Mai 2010, als die BlueWings auf dem letzten Platz standen, seinen Rücktritt an.

## Ehrungen
- Seit dem 23. Januar 2013 ziert ein Abbild von Cha Bum-kun eine der zwölf „Säulen der Eintracht“ im U-Bahnhof Willy-Brandt-Platz in Frankfurt.[11]
- Im November 2019 wurde Cha Bum-kun mit dem Verdienstkreuz am Bande ausgezeichnet[12]

## Erfolge

### Als Spieler
- Zweiter Platz bei der Fußball-Asienmeisterschaft 1972
- UEFA-Pokalsieger: 1980 mit Eintracht Frankfurt und 1988 mit Bayer Leverkusen
- DFB-Pokalsieger: 1981 mit Eintracht Frankfurt
- Einstufung als Weltklasse in der Rangliste des deutschen Fußballs: Winter 1979/80

### Als Trainer
- K-League-Meister: 2004 und 2008 mit den Suwon Samsung Bluewings
- A3 Champions Cup: 2005 mit den Suwon Samsung Bluewings
- Pan-Pacific Championship: 2009 mit den Suwon Samsung Bluewings

## Cha Bum-kun in der Lyrik
Cha Bum-Kun ist Gegenstand eines Gedichts des Schriftstellers Eckhard Henscheid, der „Hymne auf Bum Kun Cha“ (in parodistischer Anlehnung an Friedrich Gottlieb Klopstocks Ode „Der Zürchersee“), veröffentlicht in „Ein Scharmanter Bauer“. Auszugsweise hier die erste Strophe (von insgesamt zehn):
Schön ist, Mutter Natur, deiner Erfindung Pracht,

Die den großen Gedanken vermochte, den

Knaben zu träumen, zu denken – und dann auch zu

Bilden mit den schnellen, beseelten, jauchzenden

Füßen des Jünglings: Flink, flitzend,

Flirrend und flackernd – nicht lange fackelnd,

Doch feuernd und feiernd; den fühlenden Herzen

Frankfurts zur Freude.

Bum Kun Cha! Freund aus dem Osten! Fremdling bist

Du nicht länger – nicht bitt’res Los ist Exil

Dir! Heimat, die zweite, du fandst sie.

## Familie
Sein Sohn Du-ri spielte in Deutschland ebenfalls für Eintracht Frankfurt, außerdem für Arminia Bielefeld, den FSV Mainz 05, die TuS Koblenz, den SC Freiburg und zuletzt Fortuna Düsseldorf, ehe er 2013 zum FC Seoul in Südkorea wechselte.

## Trivia
Die deutsche Band Bum Khun Cha Youth, in der neben anderen Jens Friebe spielte, benannte sich nach Cha.